# Милошевац (Шабац)
Милошевац је насеље у Србији у општини Шабац у Мачванском округу. Ово мало село се налази на око 30 км југоисточно од Шапца, на обронцима планине Цер. Према попису из 2022. било је 45 становника.
У атару села се налазе Рановизантијско утврђење Коњуша на Церу и Црква Светог Симеона Столпника у Милошевцу. У атару села извире и Милошевица, једна од саставница Думаче. Такође, у овом селу је рођен и велики српски јунак Милош Обилић, по ком је ово село и добило име. У самом селу Милошевцу постоји стуб који се приписује његовим дворима, и гроб његове сестре.

## Демографија
У насељу Милошевац живи 86 пунолетних становника, а просечна старост становништва износи 52,6 година (54,5 код мушкараца и 51,1 код жена). У насељу има 35 домаћинстава, а просечан број чланова по домаћинству је 2,71.
Ово насеље је у потпуности насељено Србима (према попису из 2002. године).
|  |

| Демографија | Демографија | Демографија |
| Година      | Становника  | Становника  |
| ----------- | ----------- | ----------- |
| 1948.       | 221         |             |
| 1953.       | 229         |             |
| 1961.       | 202         |             |
| 1971.       | 170         |             |
| 1981.       | 151         |             |
| 1991.       | 131         | 131         |
| 2002.       | 95          | 95          |

| Етнички састав према попису из 2002.‍ | Етнички састав према попису из 2002.‍ | Етнички састав према попису из 2002.‍ | Етнички састав према попису из 2002.‍ | Етнички састав према попису из 2002.‍ |
| ------------------------------------ | ------------------------------------ | ------------------------------------ | ------------------------------------ | ------------------------------------ |
|                                      |                                      |                                      |                                      |                                      |
| Срби                                 | Срби                                 |                                      | 95                                   | 100,0%                               |
| непознато                            | непознато                            |                                      | 0                                    | 0,0%                                 |

| Година пописа     | 1948. | 1953. | 1961. | 1971. | 1981. | 1991. | 2002. |
| ----------------- | ----- | ----- | ----- | ----- | ----- | ----- | ----- |
| Број домаћинстава | 43    | 42    | 45    | 36    | 36    | 36    | 35    |

| Број чланова      | 1  | 2  | 3 | 4 | 5 | 6 | 7 | 8 | 9 | 10 и више | Просек |
| ----------------- | -- | -- | - | - | - | - | - | - | - | --------- | ------ |
| Број домаћинстава | 10 | 12 | 3 | 4 | 1 | 4 | 1 | 0 | 0 | 0         | 2,71   |

| Пол    | Укупно | Неожењен/Неудата | Ожењен/Удата | Удовац/Удовица | Разведен/Разведена | Непознато |
| ------ | ------ | ---------------- | ------------ | -------------- | ------------------ | --------- |
| Мушки  | 41     | 5                | 34           | 2              | 0                  | 0         |
| Женски | 48     | 4                | 35           | 7              | 2                  | 0         |
| УКУПНО | 89     | 9                | 69           | 9              | 2                  | 0         |

| Пол    | Укупно                    | Пољопривреда, лов и шумарство | Рибарство                            | Вађење руде и камена | Прерађивачка индустрија       |
| ------ | ------------------------- | ----------------------------- | ------------------------------------ | -------------------- | ----------------------------- |
| Мушки  | 33                        | 29                            | 0                                    | 0                    | 1                             |
| Женски | 35                        | 33                            | 0                                    | 0                    | 0                             |
| УКУПНО | 68                        | 62                            | 0                                    | 0                    | 1                             |
| Пол    | Производња и снабдевање   | Грађевинарство                | Трговина                             | Хотели и ресторани   | Саобраћај, складиштење и везе |
| Мушки  | 0                         | 1                             | 0                                    | 0                    | 0                             |
| Женски | 0                         | 0                             | 1                                    | 0                    | 0                             |
| УКУПНО | 0                         | 1                             | 1                                    | 0                    | 0                             |
| Пол    | Финансијско посредовање   | Некретнине                    | Државна управа и одбрана             | Образовање           | Здравствени и социјални рад   |
| Мушки  | 0                         | 1                             | 0                                    | 0                    | 0                             |
| Женски | 0                         | 0                             | 1                                    | 0                    | 0                             |
| УКУПНО | 0                         | 1                             | 1                                    | 0                    | 0                             |
| Пол    | Остале услужне активности | Приватна домаћинства          | Екстериторијалне организације и тела | Непознато            | Непознато                     |
| Мушки  | 0                         | 0                             | 0                                    | 1                    | 1                             |
| Женски | 0                         | 0                             | 0                                    | 0                    | 0                             |
| УКУПНО | 0                         | 0                             | 0                                    | 1                    | 1                             |